# Kurt Angle
Kurt Steven Angle (9 de desembre de 1968 -), és un lluitador professional nord-americà, que treballa a l'empresa Total Nonstop Action Wrestling (TNA). Angle també ha treballat anteriorment a la WWE.
Com a esportista amateur guanyà una medalla d'or als Jocs Olímpics d'Atlanta 1996 i una altra al Campionat del Món de 1995.